# Little Caprice
Markéta Štroblová-Schlögl (Brno, 26 oktober 1988), beter bekend onder haar artiestennaam Little Caprice, is een Tsjechisch model, actrice en pornoactrice.
Štroblová debuteerde in 2008 als Lola in Sporty Teens en won diverse prijzen, waaronder twee AVN Awards in 2016. Ze werkte toen veel met acteur Rasty Shut (1989). In augustus 2016 lanceerde Štroblová haar eigen website met littlecaprice.com. In 2024 werd ze gecast in haar eerste mainstream televisierol in de show Sex O'Clock, voor het online streamplatform Voyo.

## Persoonlijk
In 2015 is ze getrouwd met de Oostenrijkse pornoacteur Markus Schlögl alias Marcello Bravo.